# 南阳文物保护单位列表
本列表是河南省南阳市的文物保护单位的集合。南阳市是著名的历史文化名城，建城史三千多年，有众多的名胜古迹。
现拥有国家级重点文物保护单位12处，河南省重点文物保护单位百余处，文物资源十分丰富。

## 国家级重点文物保护单位

### 第三批
1988年11月13日公布
- 医圣祠（东汉）南阳市区
- 山陕会馆（清朝）社旗
- 张衡墓（东汉）卧龙区，距南阳市区约25公里

### 第四批
1996年11月12日公布
- 武侯祠（元朝）南阳市区

### 第五批
2001年6月25日公布
- 八里岗遗址（仰韶文化至石家河文化的新石器时代）邓州
- 南阳府衙（明朝、清朝）南阳市区
- 荆紫关清代一条街古建筑群（清朝）淅川

### 第六批
- 瓦房庄冶铁遗址（汉朝）南阳市区北关
- 仓房香严寺（唐朝至明朝）淅川县城南40公里的仓房镇境内
- 泗洲塔（宋朝至明朝）唐河
- 鄂城寺（宋朝至清朝）南阳
- 福胜寺塔（隋朝）邓州

## 河南省文物保护单位

### 第一批
古建筑
- 鄂城寺塔（隋朝（实为宋朝塔）），已升为第六批全国重点文物保护单位。
- 兴国寺舍利塔（隋朝（实为宋朝塔））邓州
- 泗洲塔（宋朝）唐河县
- 武侯祠 （清朝），已升为第四批全国重点文物保护单位。
- 山陕会馆（清朝）社旗县，已升为第三批全国重点文物保护单位。

石刻
- 石华表（东汉）邓州
- 中兴寺造像碑（含元代造像碑） （西魏）镇平县
- 大金邓州创建宣圣庙碑（含大元重修宣圣庙碑）（金朝）邓州
- 祭淮渎碑（元朝翻刻）桐柏县
- 新设桐柏县碑记（明朝）桐柏县

古文化遗址
- 马岭遗址（新石器时代）淅川县
- 茶庵遗址（新石器时代）内乡县
- 冢上寺遗址（新石器时代）镇平县
- 谭岗遗址（新石器时代）南阳县
- 黄山遗址（新石器时代）南阳县
- 太子岗遗址（新石器时代）邓县
- 竹园遗址（新石器时代）南召县
- 平高台遗址（新石器时代）方城县
- 闵岗遗址（新石器时代）桐柏县
- 安国城遗址（新石器时代）镇平县
- 龙山遗址（新石器时代）淅川县
- 陡坡咀遗址（新石器时代）桐柏县
- 寨茨岗遗址（新石器时代、周朝）唐河县
- 老坟岗遗址（新石器时代、周朝）西峡县
- 宛城（含冶铁遗址）（汉朝）南阳市
- 博望城（汉朝）方城县
- 张畈冶铁遗址（汉朝）桐柏县

古墓葬
- 张衡墓（东汉）南阳县，已升为第三批全国重点文物保护单位。
- 张仲景墓（东汉）南阳市，已升为第三批全国重点文物保护单位。

### 第二批
古石刻
- 佛沟摩崖造像（北朝至唐）方城县

古建筑
- 香严寺（元至清）淅川县
- 丹霞寺与塔林（元—清 南召县
- 阳安寺大殿（明）镇平县
- 文庙（明、清）内乡县
- 陕西会馆（清）唐河县
- 文庙（清）方城县
- 菩提寺（清）镇平县
- 荆紫关古建筑群（清）淅川县
- 南阳府衙（清）南阳市
- 内乡县衙（清）内乡县

古遗迹
- 杏花山与小空山遗址（旧石器时代）南召县
- 大张庄遗址（新石器时代）方城县
- 英庄遗址（新石器时代）南阳县
- 朱岗遗址（新石器时代）内乡县
- 沟湾遗址（新石器时代）淅川县
- 小河遗址（新石器时代）内乡县
- 茅草寺遗址（新石器时代）社旗县
- 湖阳遗址（新石器时代至汉）唐河县
- 十里庙遗址（商、周）南阳市
- 白羽城遗址（春秋）西峡县
- 邓窑遗址（唐至元）内乡县
- 围山银矿（唐、宋）桐柏县

古墓葬
- 杨河古墓（战国）淅川县
- 下寺古墓群（东周）淅川县

### 第三批
近现代建筑
- 靳岗天主教堂（1844年）南阳市
- 彭雪枫故居（1907年）镇平县
- 别公堰（1929—1936年）西峡县
- 红二十五军独树镇战斗纪念地（1934年）方城县
- 七七工作团诞生地（1938年）桐柏县
- 蔚文中学旧址（1946年）社旗县
- 中共桐柏区委机关旧址（1947年）桐柏县
- 徐万年墓（1954年）南阳市

古建筑
- 王府山（明）南阳市
- 南阳府文庙（清）南阳市
- 文笔峰塔（清）唐河县
- 火神庙（清）社旗县

古遗迹
- 八里岗遗址（新石器时代）邓州县
- 下寨遗址（新石器时代）淅川县
- 贾沟遗址（商、周）淅川县
- 楚长城大关口遗址（东周）方城县
- 恐龙蛋化石群（中生代）西峡县、内乡县、淅川县有关地区

### 第四批
近现代重要史迹及代表性建筑
- 杨廷宝故居（1901年）南阳市解放路南段
- 中共鄂豫边省委旧址（1935年）桐柏县回龙乡榨楼村
- 内乡湍河老桥（1937年）内乡县城关
- 中原野战军高级干部会议旧址（1948年）社旗县赊店镇彰新寨村

古建筑
- 宝林寺塔（明朝）镇平县高丘镇刘坟村
- 镇平城隍庙（清朝）镇平县中山大街
- 黄石庵（清朝）西峡县太平镇乡黄石庵村
- 天妃庙（清朝）南阳市南关新街
- 万兴东大药房（清朝）南阳市中州路
- 社旗瓷器街古建筑群（清朝）社旗县赊店镇瓷器街
- 吴垭民居（清朝）内乡县山乍山曲乡王井村
- 花洲书院（清朝）邓州市花洲路

古遗址
- 冢洼遗址（新石器时代）镇平县曲屯镇冢洼村
- 高河头遗址（新石器时代）宛城区新店乡惠庄村
- 三里营遗址（新石器时代）卧龙区青华镇三里营村
- 观岭遗址（新石器时代）南召县崔庄乡鱼池村观岭寨
- 八里桥遗址（夏朝、商朝）方城县城西南
- 下村冶铁遗址（宋朝）南召县太山庙乡下村

古墓葬
- 九女冢汉墓（汉朝）卧龙区安皋镇姜元村。

## 南阳市文物保护单位

### 古遗址
- 三里营遗址（新石器时代）卧龙区青华镇三里营村东北
- 新集遗址（新石器时代至商周时期）卧龙区潦河镇上范营村新集自然村南
- 小屯遗址（汉朝）卧龙区安皋镇小屯村西
- 兰营遗址（汉朝）卧龙区安皋镇兰营村南
- 潦河遗址（汉朝）卧龙区潦河镇西北
- 西鄂城址（汉朝）卧龙区石桥镇西侧
- 安众城址（汉朝）卧龙区青华镇杨官寺村南
- 淯阳城址（汉朝）卧龙区英庄镇大湖营村东
- 王庄遗址（新石器时代至汉朝）宛城区黄台岗镇李岗村北
- 高河头遗址（新石器时代）宛城区新店乡惠店村
- 张小凹遗址（新石器时代）宛城区新店乡下王庄村
- 八里铺遗址（新石器时代至商周时期）宛城区瓦店镇刘营村八里铺自然村西
- 龚营遗址（西周）宛城区官庄镇龚营村
- 南寨墙（清朝）宛城区滨河路北侧、温凉河西侧
- 城墙遗址（明朝至清朝）市中心城区老城四周

### 古墓葬
- 疙瘩王营汉墓（汉朝）宛城区溧河乡十里铺村王营北
- 河南工业职业技术学院画像石墓（汉朝）河南工业职业技术学院院内
- 丁奉店汉墓（汉朝）卧龙区潦河镇丁奉店村西南
- 申国贵族墓（周朝）宛城区环城乡蔡庄村
- 王鸿儒、王鸿渐墓（明朝）卧龙区陆营镇王宅村北
- 熊纪墓（明朝）卧龙区蒲山镇熊坟岗村南
- 九女冢汉墓（汉朝）卧龙区安皋镇姜园村东
- 汉冢（汉朝）宛城区白河镇溧河店村
- 马武冢（汉朝）卧龙区八一路物资局家属院内
- 十三烈士墓（现代）卧龙区南阳市烈士陵园内
- 马刘营烈士墓（现代）宛城区红泥湾乡马刘营村

### 古建筑
- 亭台楼榭桥
  - 接官亭（清朝）宛城区光武东路市林科所院内
  - 拱辰台（明朝至清朝）宛城区民权街中段东侧
  - 琉璃桥（明朝至清朝）宛城区河街南端
  - 溧河桥（明朝）宛城区白河镇溧河店村西３００米
  - 三十里屯石桥（明朝）宛城区黄台岗镇三十里屯村东南
  - 书院大殿（清朝）南阳市第一中学附中院内

- 寺庙教堂
  - 鄂城寺（明朝）卧龙区石桥镇小石桥村张衡中学院内，已升为第一批河南省文物保护单位、第六批全国重点文物保护单位。
  - 甘露寺（清朝）宛城区河街琉璃桥南端西侧
  - 玄妙观及石刻（元朝至清朝）宛城区建设中路区委院内
  - 南阳县文庙（清朝）宛城区联合街中段北侧
  - 三皇庙（清朝）宛城区七一路东段化工厂院内
  - 天妃庙（清朝）宛城区新街小铁路家属院
  - 红庙（清朝）卧龙区工业路双桥北端西侧
  - 河大王庙（清朝）宛城区河街南端西侧
  - 鲁班庙（清朝）宛城区建设路２６号
  - 河街清真寺（现代）宛城区河街南段西侧
  - 石桥清真寺（清朝）卧龙区石桥镇
  - 瓦店清真寺（清朝）宛城区瓦店镇
  - 天主教主教府（清朝）宛城区民权街中段东侧３３、３４号
  - 天主教教会医院旧址（清朝至中华民国）宛城区联合街３８－４１号

### 石刻
- 千金寺碑刻（明朝至清朝）卧龙区蒲山镇千金寺村
- 百里奚故里碑（清朝）卧龙区靳岗乡百里奚村东北角
- 贵人乡碑（明朝）宛城区瓦店镇刘营村八里铺自然村
- 汉光武故里碑（明朝）宛城区瓦店镇刘营村八里铺自然村
- 黄忠故里碑（清朝）宛城区新店乡夏饷铺村
- 泉庄寺碑（明朝）宛城区瓦店镇刘营村八里铺小学内
- 竹园寺石佛碑刻（明朝）宛城区新店乡竹园寺村小学
- 祖师像（清朝）卧龙区英庄镇贾营村东庙内
- 火神庙石狮（清朝）宛城区南阳府衙门前
- 鄂城寺石狮（宋朝）卧龙区石桥镇小石桥村张衡中学院内，置于鄂城寺保护范围内。
- 石桥山陕会馆石刻（清朝）卧龙区石桥镇卫生院内
- 圆明寺及石刻（金朝）卧龙区小寨乡圆明寺村

### 近代建筑
- 中共南阳地委办公旧址（近代）宛城区新华东路新华苑宾馆院内
- 南阳女中旧址（中华民国）宛城区联合街东段市十小院内
- 粮行旧址（清朝至中华民国）宛城区粮行街５４号
- 好莱坞照相馆（中华民国）宛城区民主街２４８号
- 闫天喜饺子馆（中华民国）宛城区民主街路南２５７号、路北１９号
- 万兴东药店（清朝）宛城区中州东路南侧，已升为第四批河南省文物保护单位。
- 新知书店（中华民国）宛城区民主街东段
- 复兴昌（清朝至中华民国）宛城区民主街中段北侧１４—１６号院
- 盐店（清朝至中华民国）宛城区联合街辰州堂巷３１号院
- 淅川会馆（清朝至中华民国）宛城区民主街２４９号、２６１号院

### 大院故居
- 任家大院（清朝）宛城区民主街３８号
- 杨家大院（清朝）宛城区解放路南段路西）
- 徐家大院（清朝）宛城区解放路南端路西３７２—３７５号
- 师家大院（清朝至中华民国）卧龙区石桥镇夏村
- 熊家大院（清朝至中华民国）宛城区新店乡阡陌营村
- 孙家楼（清朝至中华民国）宛城区解放路孙家楼巷１—２号
- 董作宾故居（清朝至中华民国）宛城区工农路中段西侧
- 察院三堂（清朝）宛城区文正街市水利局家属院
- 察院旧址（清朝）宛城区民主街经济贸易学校院内

### 古树名木
- 玄妙观桂花树（清朝）宛城区建设路市公安局宛城分局院内
- 元代银杏树（元朝）卧龙区七里园乡白塔村）
- 光武祠古槐（汉朝）宛城区瓦店镇刘营村八里铺小学
- 石桥古槐（汉朝）卧龙区石桥镇中山北街南端路西
- 丰山古柏（卧龙区蒲山镇丰山东南坡）
- 古柏树（卧龙区蒲山镇高庄村潘庄

### 其他
- 襄汉漕渠（宋朝）宛城区新店乡夏饷铺村村北
- 宛城驿（清朝）宛城区菜市街南端市木器厂院内
- 石桥中山北街（清朝）卧龙区石桥镇中山北街
- 南阳县衙照壁（清朝）宛城区联合街西段南侧